# نشان ملی ایسلند
نشان ملی جمهوری ایسلند تأثیر گرفته از نماد رسمی پادشاهی این کشور است. تنها بعد از تبدیل شدن به جمهوری در سال ۱۹۴۴ میلادی تاج سلطنتی دانمارک از بالای آن حذف و تصویر چهار اسطوره نیز اصلاح شد و به شکل امروزین درآمد. هر کدام از این چهار اسطوره وظیفه نگهبانی از جایی را دارد، گاو وحشی (گریونگور) محافظ جنوب غربی ایسلند است؛ شیردال (گامور) محافظ شمال غربی، اژدها (درکی) محافظ شمال شرقی و دیو کوهستانی (برگریسی) محافظ جنوب شرقی ایسلند می‌باشد.

## نگارخانه

نشان رسمی پادشاهی ایسلند (۱۹۱۹-۱۹۴۴)
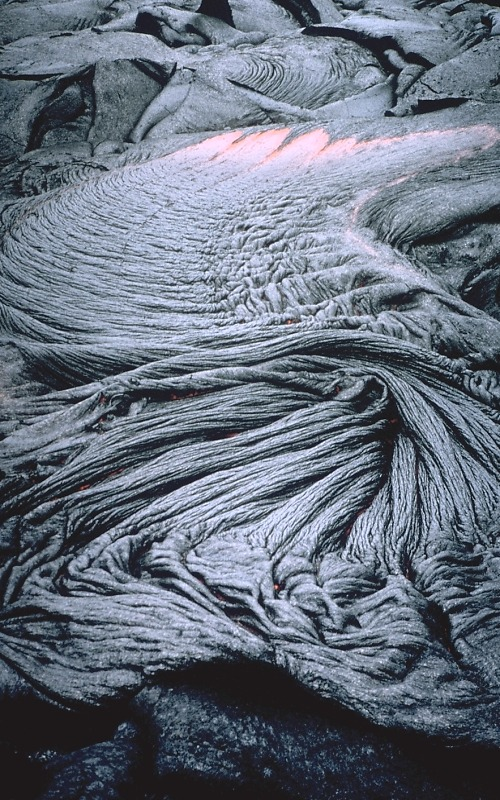
مذاب خاصی که ایسلند از سخت شدن آن پدید آمده‌است